# Xanthosoma pariense
Xanthosoma pariense är en kallaväxtart som beskrevs av George Sydney Bunting. Xanthosoma pariense ingår i släktet Xanthosoma och familjen kallaväxter. Inga underarter finns listade.